# Nikolai Iwanowitsch Kostomarow

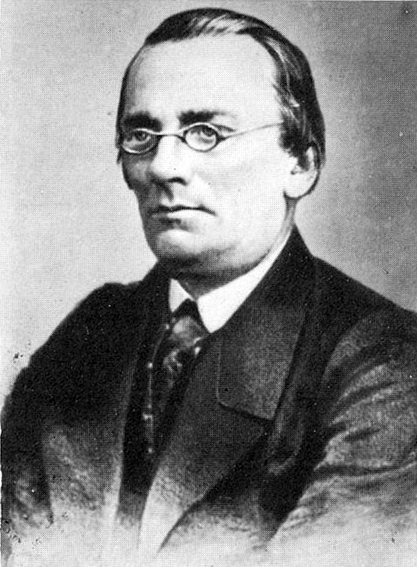
Nikolai Kostomarow

Nikolai Iwanowitsch Kostomarow (russisch Николай Иванович Костомаров, ukrainisch Микола Іванович Костомаров, * 4. Maijul. / 16. Mai 1817greg. in Jurasowka, Gouvernement Woronesch, Russisches Kaiserreich; † 7. Apriljul. / 19. April 1885greg. in Sankt Petersburg, Russisches Kaiserreich) war ein russischer Historiker, Schriftsteller und Dichter, Panslawist sowie ein proukrainischer Sozialaktivist. Kostomarow war ein wirklicher Staatsrat, Mitglied der Sankt Petersburger Kaiserlichen Akademie der Wissenschaften sowie einer der Gründer der Kyrill-und-Method-Bruderschaft, einer slawophilen Bewegung, die als die erste ukrainische politische Organisation gilt. Er war Forscher der soziopolitischen und wirtschaftlichen Geschichte Russlands, vor allem dem Gebiet der heutigen Ukraine. Sein Hauptwerk ist die dreibändige Russische Geschichte in Biografien ihrer Hauptakteure.

## Kindheit
Nikolai Kostomarow wurde 1817 in der Siedlung Jurasowka im Ostrogoschsker Landkreis des Gouvernement Woronesch geboren.
Sein Vater Iwan Petrowitsch Kostomarow, Gutsbesitzer und pensionierter Militär, heiratete im September 1817 die Leibeigene und Nikolai Kostomarows Mutter Tatjana Petrowna Kostomarowa (geb. Melnikowa). Der Vater stammte aus dem alten Adel des Großfürstentums Moskau, dessen Wurzeln bis zur Zeit von Zar Boris Godunow zurückverfolgt werden können. Die Mutter war eine einfache Bäuerin. Da Nikolai Kostomarow vor der Heirat seiner Eltern zu Welt kam, wurde er de jure zum Leibeigenen seines Vaters. Die Ermordung seines Vaters am 2.jul. / 14. Juli 1828greg.14. Juli 1828 durch Leibeigene brachte Nikolai und seine Mutter in eine schwierige finanziell-rechtliche Lage, denn durch den Umstand, dass er Leibeigener war, ging das Erbe an die nächsten Verwandten. Durch den Verkauf des 14 000 Hektar (Dessiatin) großen Landes erhielt Tatjana Petrowna Melnikova 50 Tausend Rubel und die Freiheit ihres Sohnes. Nikolai ging ins Moskauer Pensionat und galt durch seine guten Leistungen als ein (franz. Enfant-miraculeux) Wunderkind. Er musste jedoch aus finanziellen Gründen ins Woronescher Pensionat wechseln, das näher am zu Hause lag. Der Unterricht am Pensionat langweilte und unterforderte ihn und nach zwei Jahren wurde er wegen seiner Streiche des Pensionats verwiesen und wechselte ins Woronescher Gymnasium, das er 1833 abschloss und anschließend Student der geschichts-philologischen Fakultät der Kaiserlichen Universität Charkow wurde.

## Studienzeit
Zwar arbeitete Nikolai Kostomarow viel am klassischen Altertum und der französischen Literatur, jedoch konnte er sich anfangs nicht ernsthaft für das Studium begeistern. Dies lag zum einen am niedrigen Bildungsgrad der dortigen Lehrer und andererseits am Studium ohne Führung und ohne System. Später bezeichnete Kostomarow seine Studienzeit als „chaotisch“. Erst als im Jahre 1835 M. M. Lunin seinen Lehrstuhl an der Charkiwer Universität antrat, begann Kostomarow, von Lunins Vorlesungen beeinflusst, sich ernsthaft und systematisch mit der Geschichte zu beschäftigen. Allerdings waren die Vorstellungen über seine Berufung noch so vage, dass Kostomarow nach seinem Studium sogar zur Armee ging. Als sein Regiment in Ostrogoschsk stationiert war, vertiefte sich Kostomarow in das Archiv des örtlichen Amtsgerichtes. Diese inspirierte ihn die Geschichte der slobodskij Kosakenregimenter (слободских казачьих полков [slobodskich kazač’ich polkov]) nieder zu schreiben. 1837, auf Anraten seiner Vorgesetzten, verließ er das Regiment und ging zurück nach Charkow, um sein historisches Wissen zu vertiefen. Während des Studiums entwickelte Kostomarow einen Blick auf die Geschichte, welcher konträr zu dem, der damals unter den russischen Historikern vorherrschte, war. Er fragte sich, warum man in der historischen Literatur alles über die berühmten Staatsmänner, ab und an über Gesetze und Institutionen nachlesen konnte, aber nichts über das einfache Volk. Es gab nichts über den „einfachen Mann“, nichts über sein Leben, seinen Glauben, seinen Alltag. Der Gedanke über die Geschichte des einfachen Volkes, seines spirituellen Lebens als Gegensatz zu der Staatsgeschichte, wurde zur Leitidee, die die historischen Ansichten Kostomarovs entscheidend prägte. Durch diesen erweiterten Blick auf die Geschichte, erweiterte Kostomarow auch seine Quellen. So musste man, seiner Meinung nach, nicht nur die aufgeschriebenen Chroniken und Notizen studieren, sondern auch lebende Menschen befragen. Er erlernte die ukrainische Sprache, las die veröffentlichten ukrainischen Volkslieder und die Druckliteratur in ukrainischer Sprache. Den Frühling 1838 verbrachte er in Moskau, wo die Vorlesungen von S. P. Schewyrjow seine Meinung über das einfache Volk stärkten. In den Jahren 1839–1841 veröffentlichte er, unter dem Pseudonym „Jeremij Galka“ zwei Theaterstücke und mehrere, sowohl in der Originalsprache als auch von ihm übersetzte, Gedichtsammlungen. Kostomarow erweiterte sein Geschichtswissen fortwährend und im Jahr 1840 bestand er die Magisterprüfung. 1842 veröffentlichte er seine Dissertation „Über die Ursachen und die Art der Vereinigung im Westen Russlands“, konnte jedoch nicht damit promovieren. Der Erzbischof von Charkow empfand den Inhalt des Buches als unverschämt. Obwohl es nur um ein paar unvorteilhafte Formulierungen ging, gab der Petersburger Professor N. G. Ustrjalow, der die Arbeit korrigierte, im Auftrag des Bildungsministeriums, eine vernichtende Beurteilung ab, was die Verbrennung des Buches zur Folge hatte. Kostomarow durfte eine andere Magisterarbeit einreichen, und 1843 präsentierte er die Arbeit mit dem Titel „Über die historische Bedeutung der russischen Volkspoesie“. Diese verteidigte er dann auch, zu Beginn des nächsten Jahres.

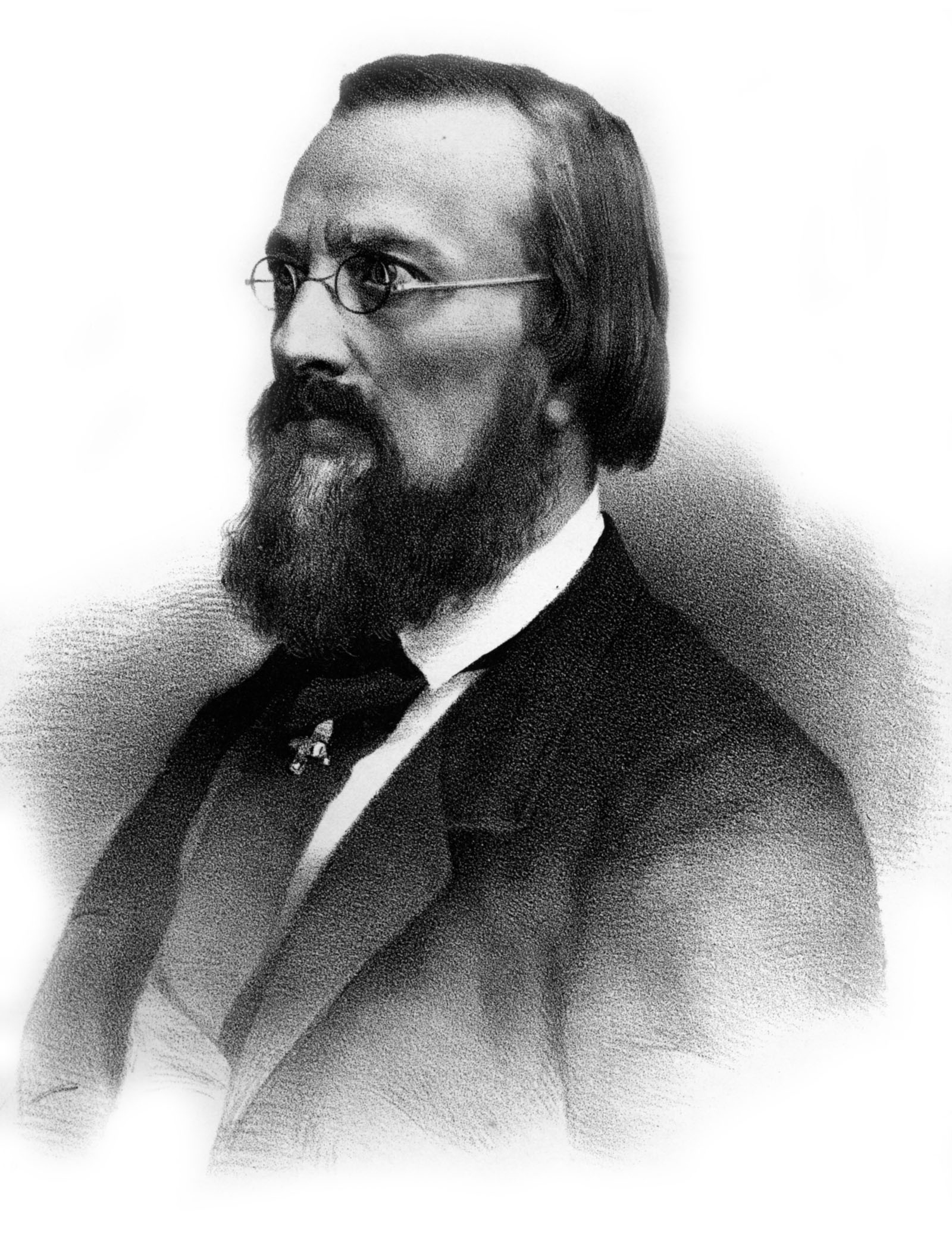
N. Kostomarow 1864–1865

## Die Blütezeit des Schaffens
Unmittelbar nach dem Ende seiner zweiten Dissertation, begann Kostomarow eine Arbeit über Bohdan Chmelnyzkyj. Um in der Nähe der Orte, wo die Ereignisse stattfanden, zu sein, nahm er erst eine Stelle als Lehrer in einem Gymnasium in Riwne an und wechselte später (1845) in das erste Kiewer Gymnasium. Im Jahr 1846 wurde Kostomarow an der Universität Kiew als Professor für russische Geschichte eingestellt, und im Herbst desselben Jahres begann er seine Vorlesungen. Diese wurden gleich sehr beliebt und weckten reges Interesse. In Kiew sowie in Charkow bildete sich ein Kreis von Personen um Kostomarow, die sich der Idee der „narodnost“ (Volkstümlichkeit) widmeten. Zu diesem Kreis gehörten Pantelejmon Kulisch, Opanas Markewytsch, Mykola Hulak, Wassyl Biloserskyj und Taras Schewtschenko. Die Interessen des Kiewer Kreises beschränkten sich nicht nur auf die ukrainische Nationalität. Die Mitglieder träumten von einer gesamtslawischen Wechselseitigkeit, die den Wunsch nach innerem Fortschritt in der eigenen Heimat in sich barg. Dies sah die Verabschiedung der, in allen Föderationen gleichen grundlegenden Gesetze und Rechte; die Einführung der einheitlichen Maße, Gewichte und Münzen; und die Abschaffung der Zölle vor. Es müsse eine zentrale Behörde eingerichtet werden, die die Machtbefugnis über Armee und Flotte hat. Doch müsse jeder Föderation die volle Autonomie in Bereichen der inneren Institutionen, internen Verwaltung, Gerichtsverfahren und der öffentlichen Bildung behalten. Ein weiteres Ziel war die Abschaffung der Leibeigenschaft und der Stände. Um die Verbreitung dieser Ideen vorantreiben zu können, wurde aus einem Freundeskreis eine Gesellschaft, die sich Kyrill-und-Method-Bruderschaft nannte. Das Programm der politische Organisation wurde im "Buch der Genesis des ukrainischen Volkes" von Kostomarow und in der "Satzung der Slawischen Kyrill-und-Method-Bruderschaft" aufgestellt. Die Dokumente basierten auf den Ideen der ukrainischen nationalen Wiedergeburt und des ukrainischen Panslawismus, der Romantik der panslawischen Einheit, Autonomie und Volksmacht.

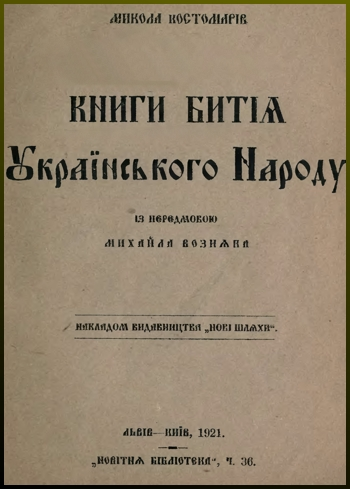
Buch der Genesis des ukrainischen Volkes, Ausgabe von 1921

Die panslawischen Pläne der jungen Enthusiasten wurden durchkreuzt. Ein Student belauschte ihre Gespräche und informierte die Behörden. Im Frühjahr 1847 wurden alle verhaftet, des Staatsverbrechens beschuldigt und zu unterschiedlichen Strafen verurteilt. Obwohl Panslawist, schwankte Kostomarow zwischen der Position, dass es „Zwei russische Nationen“ (so einer seiner Buchtitel; gemeint sind Großrussen und Ruthenen) oder ein einheitliches russisches Volk gebe. Letzteres entsprach der zaristischen Position, die den kulturellen Separatismus der Ukraine bekämpfte. Insbesondere prangerte er wie andere antisemitische ukrainische Intellektuelle aber die polnischen Besatzer des ukrainischen Volkes an, die die Bauern angeblich mithilfe ihrer jüdischen Agenten ihrer Freiheit beraubten.
Nach einem Jahr Haft in der Peter-und-Paul-Festung wurde Kostomarow in den Dienst nach Saratow überführt, und unter Aufsicht der örtlichen Polizei gestellt. Ihm wurde verboten zu unterrichten und zu publizieren. Während der Zeit in der Verbannung wurde Kostomarow bewusst, wie weit seine Ideale und die Realität auseinanderklaffen, aber er verlor seine Energie und den Enthusiasmus für seine Arbeit nicht. In Saratow führte er die Arbeit an „Bohgdan Chmelnyzkyj“ weiter und begann nebenbei mit einer neuen Studie über das Innenleben des Moskauer Staates des XVI.–XVII. Jahrhunderts. Kostomarow unternahm ethnographische Exkursionen, dabei sammelte er Geschichten und Lieder. Im Jahr 1855 erhielt Kostomarow die Erlaubnis, nach St. Petersburg zu fahren. Diese Fahrt nutzte er, um die Arbeit an Bohgdan Chmelnyzkyj zu beenden. Ein Jahr darauf werden sowohl das Publizierverbot als auch die Überwachung aufgehoben. Nach einer Auslandsreise ließ sich Kostomarow wieder in Saratow nieder. Hier schrieb er „Aufstand von Stenka Rasin“ und nahm als Schreiber an der Vorbereitung der Bauernreformen beim örtlichen Komitee zur Verbesserung des bäuerlichen Lebens teil. 
Im Frühjahr 1859 wurde ihm der Lehrstuhl an der St. Petersburger Universität in russischer Geschichte angeboten. Nachdem in November auch das letzte Verbot der Tätigkeit als Lehrer aufgehoben worden war, begann Kostomarow mit seinen Vorlesungen. Dies war die Zeit der intensivsten Arbeit und trug auch am meisten zu seiner Popularität bei. Kostomarow war als talentierter Schriftsteller bereits bekannt. Jetzt machte er sich als Professor einen Namen. In seinen Vorlesungen thematisierte er oft seine in Charkow gewonnenen Ansichten. In den Mittelpunkt seiner Arbeit stellte er das Leben des einfachen Volkes in all seinen Erscheinungsformen. Außerdem begann Kostomarow die Arbeit an der ukrainischen Geschichte nach B. Chmelnizkyj. Darüber hinaus publizierte er in Zeitschriften wie Russkoe Slovo („Russisches Wort“) und Sowremennik, wo er Auszüge aus seinen Vorlesungen und historische Artikeln präsentierte. Kostomarow war Mitbegründer der ukrainischen Zeitschrift Osnowa.
1861 wurde Professor Pawlow nach einer öffentlichen Lesung aus St. Petersburg verbannt. Die Universität beschloss als Protest, alle Vorlesungen zu streichen. Kostomarow unterstützt diesen Protest nicht und wurde während einer Vorlesung durch das laute Geschrei des Auditoriums zum Schweigen gebracht. Weitere Vorlesungen wurden von der Verwaltung untersagt. Kostomarow verließ die St. Petersburger Universität und geriet wieder ins Visier der Behörden. Das Ministerium für Bildung zwang ihn, die Angebote aus Charkiw und Kiew abzulehnen. So blieb ihm nur seine literarische Arbeit. Nach diesen Schicksalsschlägen verlor Kostomarow das Interesse am aktiven Mitwirken an den Veränderungen der Gegenwart und konzentrierte sich auf das Studium der Geschichte. Nacheinander folgten Werke über die Geschichte der Ukraine, des Moskauer Staates und Polens. 1872 entstand das Werk „Russische Geschichte im Leben der wichtigsten Figuren“. 
Bekannt wurde Kostomarow auch als Spitzel und Denunziant; so denunzierte er Nikolai Gawrilowitsch Tschernyschewski, den er wegen seiner angeblichen physischen Ähnlichkeit im religiösen Sinn für den Teufel hielt, und andere Schriftsteller bei der Dritten Abteilung, der russischen Staatspolizei.

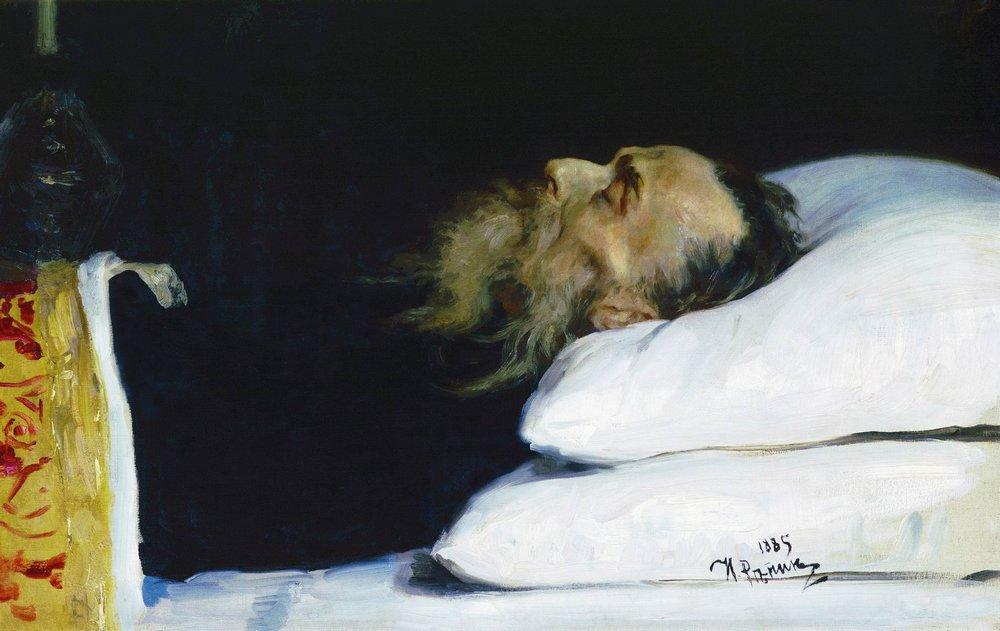
Kostomarow in seinem Sarg (Gemälde von Ilja Repin)

## Die letzten Jahre
Im Jahre 1875 überstand Kostomarow eine schwere Krankheit, diese schwächte ihn sehr. Im selben Jahr heiratete er Al. Kissel, mit der er sich vor der Verhaftung 1847 verlobte.
In den Arbeiten Kostomarows sieht man ebenfalls eine Veränderung. Der bildhafte, lebendige Stil weicht an manchen Stellen dem trockenen Aufzählen von Fakten. In diesen Jahren äußerte Kostomarow sogar den Standpunkt, dass die Aufgabe eines Historikers eine Wiedergabe dessen sei, was er in den Quellen fand, verbunden mit nachgewiesenen Fakten. Unermüdlich arbeitete er bis zu seinem Tod.
Am 7.jul. / 19. April 1885greg., nach einer langen und schmerzhaften Krankheit, starb Kostomarow. Nikolai Kostomarow ist auf St. Petersburger Wolkowo-Friedhof begraben.

## Wirken
Kostomarow hat enorm zur Entwicklung der russischen und ukrainischen Geschichtsschreibung beigetragen. In seinen Forschungen konzentrierte er sich nicht auf die Staatsgeschichte, für ihn stand die Geschichte des einfachen Volkes im Mittelpunkt. Über das Studieren des geistlichen, spirituellen Lebens des Volkes, der Menschen, kam er zu dem Verständnis der ukrainischen und russischen Geschichte. Laut Kostomarow sei es wichtig, sich mit der ethnischen Herkunft jedes Volkes zu beschäftigen und die regionale Geschichte miteinzubeziehen, um wahrhaftige Ergebnisse erzielen zu können. Seine Ideen, seine Forschung und nicht zuletzt sein bildhafter Schreibstil begeisterten und interessierten Massen von Menschen für Geschichte. Seine enorme Leserschaft macht ihn nicht nur zu einem der größten Historiker, sondern auch zu einem von den meistgelesenen Autoren.
Die Ansichten und Ideen Kostomarows werden heute bei der Analyse der zeitgenössischen, asiatischen und afrikanischen Stämme/Gesellschaften angewandt.

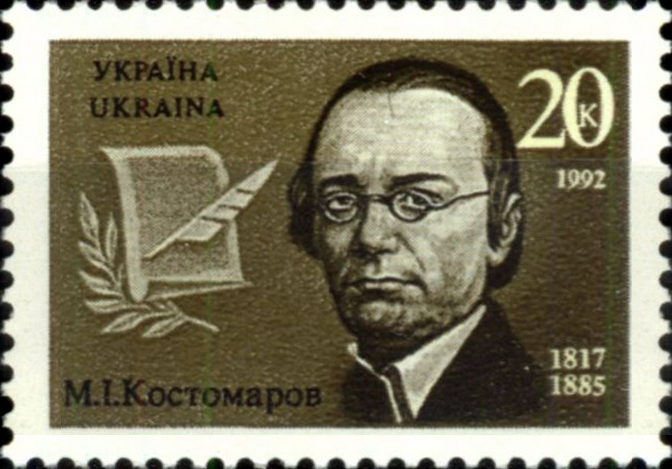
Gedenkbriefmarke 1992

## Erinnerung
Nach Kostomarow sind in Charkiw und Woronesch Straßen benannt. An dem Haus auf der Wassiljewski-Insel, wo er gelebt hat, wurde eine Gedenktafel angebracht. 1992 wurde in der Ukraine eine Gedenkbriefmarke Kostomarow gewidmet.
Zu seinem 200-jährigem Geburtstag gab die Nationalbank der Ukraine am 20. April 2017 eine 2-Hrywnja-Gedenkmünze heraus.

## Werke
- Kostomarow N. Geroi smutnogo vremeni. – Berlin, 1922. – 160 S.

### Sekundärliteratur
- Pinčuk, Jurij A. : Istoričeskie vzgljady N. I. Kostomarova : (kritičeskij očerk), Kiev : Naukova Dumka, 1984
- Pypin, Alexander N. : Istorija russkoj etnografii. Band III. St. Petersburg, 1899